# Gypona ignita
Gypona ignita är en insektsart som beskrevs av Fabricius 1787. Gypona ignita ingår i släktet Gypona och familjen dvärgstritar. Inga underarter finns listade i Catalogue of Life.